# 齒槽轉矩
齒槽轉矩（Cogging torque）也稱為齒形轉矩、磁卡轉矩或無電流力矩，是永磁馬達的转子磁鐵和定子齒槽之間產生的力矩，在定子沒有電流時就會出現。
簡單的說就是因為馬達內部磁場分佈導致的磁阻力，齒槽轉矩和轉子位置有關，隨著轉子位置會有週期性的變化，週期則和定子齒槽、轉子磁鐵個數有關。齒槽轉矩在低速時會很明顯，會讓馬達的運作不平順，是馬達運轉時不希望出現的特性。齒槽轉矩會影響馬達轉矩，也會影響速度漣波，若在高速運轉時，齒槽轉矩的影響會因為馬達慣量的濾波而變小。

## 降低齒槽轉矩
有許多可以降低齒槽轉矩的方法：
- 設計歪斜的定子槽或是磁鐵
- 每一極的齒槽設計為分數齒槽
- 調整驅動馬達的電流波形
- 在馬達弧長或是寛度上進行最佳化。

幾乎所有要改善齒槽轉矩的方式都會降低馬達的反电动势，因此也會降低其轉矩。
若選用無槽、無鐵心永磁電機（slotless and corelss permanent magnet motor），不會有齒槽轉矩的問題。

## 模型鐵路電機
模型鐵路電機一般會用二極的永久磁鐵，定子繞線則是3極、5極或7極，以減少齒槽轉矩

## 腳注及參考資料
- Islam, M.S.  Mir, S.  Sebastian, T. Delphi Steering, Saginaw, MI, USA  "Issues in reducing the cogging torque of mass-produced permanent-magnet brushless DC motor".

1. ↑   (PDF). （原始内容存档 (PDF)于2021-03-09）.

## 外部連結
- D. Hanselman